# یواس‌اس میر (دی‌دی-۲۷۹)
یواس‌اس میر (دی‌دی-۲۷۹) (به انگلیسی: USS Meyer (DD-279)) یک کشتی بود که طول آن ۹۵٫۸۳ متر (۳۱۴٫۴ فوت) بود. این کشتی در سال ۱۹۱۹ ساخته شد.